# Original Prankster
Original Prankster är en singel av det amerikanska punkrockbandet The Offspring tillsammans med rapparen Redman. Namnet på låten är en travestering på antingen filmen Original Gangstas (1996) eller på Ice-T:s album/låt O.G. Original Gangster (1991). Detta var den första singeln som släpptes från albumet Conspiracy of One och låten gick att ladda ner i MP3-format från The Offsprings hemsida ett tag innan den släpptes som singel. På hemsidan hölls även en tävling som gick ut på att den som laddade ner låten i förtid kunde vinna en miljon dollar. Singeln var från början tänkt att släppas den 29 september 2000, vilket då skulle vara kort innan albumets ursprungliga lansering i oktober samma år.
I "Original Prankster" nämns personer såsom Janet Reno, "Son of Sam" och Sigmund Freud. Låten börjar med frasen "You can do it!", vilken sägs av Rob Schneider i Waterboy (1998). Bandmedlemmarna försökte få Schneider att spela in "You can do it!" till låten, men de lyckades inte få till rätt tillstånd. I och med detta är det Dexter Holland som säger frasen i "Original Prankster", även om Schneider senare har sagt att han trodde att det var hans röst de använde för låten. Året efter att singeln hade släppts gjordes en film med just Schneider i huvudrollen, kallad The Animal (2001), där "Original Prankster" spelas i en av scenerna. Den 17 maj 2001 uppträdde The Offspring tillsammans med Schneider under KROQ's Punk Rock Prom vid Magic Mountain i närheten av Los Angeles.
MTV censurerade musikvideon på flera ställen. I bland annat en scen där två halvnakna kvinnor sitter i knäet på en rektor fick inte ordet "molesting" (på svenska: "antastning") visas. I en annan scen äter en man en smörgås med hundavföring i sig. Här censurerades det när mannen bet i smörgåsen, men inte när han spottade ut den. Holland ansåg att censuren var löjeväckande och hänvisade till MTV-programmet Jackass som visade personer med mänsklig avföring på sig. En talesperson på MTV svarade med att säga att "vi äter inte skit här på MTV". Musikvideon hade premiär på MTV:s Total Request Live den 16 oktober 2000.

## Låtlista
Alla låtar är skrivna och komponerade av The Offspring, om inte annat anges. 
| Nr | Titel                   | Längd |
| -- | ----------------------- | ----- |
| 1. | Original Prankster      | 3:40  |
| 2. | Dammit, I Changed Again | 2:49  |

| 1. | Original Prankster                | 3:42 |
| 2. | Come Out Swinging                 | 2:47 |
| 3. | Staring at the Sun (live-version) | 2:26 |